# Lunasticio
El lunasticio es un fenómeno astronómico que ocurre cada 18,6 años, relacionado con el ciclo de precesión lunar nodal. El lunasticio mayor ocurre cuando la declinación de la luna alcanza un máximo. Esto resulta, en latitudes altas, en una mayor altitud de la luna (en culminación , cuando cruza el meridiano). Este fenómeno parece haber tenido un significado especial para las sociedades de la Edad del Bronce que construyeron los monumentos megalíticos de Gran Bretaña e Irlanda, así como otras culturas prehistóricas.

## Explicación del fenómeno

A diferencia de las estrellas, que tienen una posición fija en la esfera celeste caracterizada por su ascensión recta y declinación, los cuerpos del sistema solar pueden encontrarse en diferentes posiciones. En adelante consideraremos el caso del sol y la luna.
A medida que la Tierra viaja en su movimiento orbital, con su eje de rotación inclinado 23.5° respecto de la eclíptica, la declinación aparente del sol se mueve entre los +23.5° en el solsticio de junio y los -23.5° en el solsticio de diciembre. Esto hace que el sol esté más alto sobre el horizonte en el verano y más bajo en el invierno. Un movimiento similar ocurre con la órbita lunar, pero su periodo nodal es de 27.2122 días terrestres. En este caso, pasa de su punto de máxima declinación al de mínima cada dos semanas aproximadamente. Estos puntos de declinación máxima y mínima, varían porque la órbita lunar está ligeramente inclinada respecto de la órbita terrestre (5.14°) y la dirección de esta inclinación cambia gradualmente en un período de 18.6 años, alternativamente sumando o restando esos 5.14° a los 23.5° de la órbita terrestre. Como consecuencia, la declinación de la luna varía entre los (23.5° - 5.14°) = 18.36° hasta los (23.5° + 5.14°) = 28.64° lo que hace que en los lunasticios menores la luna se mueva entre los +18.36° y -18.36° y 9.3 años después, en los lunasticios mayores el movimiento sea entre +28.64° a -28.64° con un movimiento total mucho mayor. En el caso del lunasticio mayor, en dos semanas la luna pasa de culminar muy alta en el cielo a culminar muy baja en el horizonte en solo dos semanas.

## Próximos lunasticios
Tabla con los máximos lunasticios anuales en los próximos años.
| Año  | Máximo | Dec     | Mínimo | Dec      |
| ---- | ------ | ------- | ------ | -------- |
| 2015 | 3 Ene  | 18.650° | 18 Ene | -18.577° |
| 2016 | 14 Dic | 18.937° | 29 Dic | -18.958° |
| 2017 | 5 Dic  | 20.015° | 19 Dic | -20.062° |
| 2018 | 23 Dic | 21.550° | 9 Dic  | -21.539° |
| 2019 | 13 Dic | 23.226° | 26 Dic | -23.227° |
| 2020 | 3 Dic  | 24.882° | 15 Dic | -24.879° |
| 2021 | 22 Nov | 26.342° | 6 Dic  | -26.331° |
| 2022 | 12 Nov | 27.497° | 30 Oct | -27.500° |
| 2023 | 5 Oct  | 28.294° | 20 Oct | -28.305° |
| 2024 | 24 Sep | 28.695° | 9 Oct  | -28.684° |
| 2025 | 7 Mar  | 28.710° | 22 Mar | -28.719° |
| 2026 | 25 Feb | 28.428° | 11 Mar | -28.416° |
| 2027 | 16 Feb | 27.710° | 2 Feb  | -27.706° |
| 2028 | 10 Ene | 26.604° | 22 ene | -26.616° |
| 2029 | 26 Ene | 25.172° | 12 Ene | -25.199° |
| 2030 | 16 Ene | 23.549° | 2 Ene  | -23.575° |